# Антони, Теофиль
Франс Теофиль Антони (фр. Frans Theofile Anthoni, нидерл. Franciscus Theophilus Anthoni; 5 февраля 1850, Хейст-оп-ден-Берг — 16 марта 1907, Хейст-оп-ден-Берг) — бельгийский флейтист.
Получил первые уроки музыки у своего отца, руководившего духовым оркестром в его родном городе. С 12 лет учился в Антверпене у Яна Николауса Одюфре (1827—1884), затем поступил в Брюссельскую консерваторию в класс Жана Дюмона и окончил её в 1866 году. В последующие два десятилетия вёл концертную карьеру в разных странах (среди прочего, играл в оркестре французского оперного театра в Каире).
С 1885 г. преподавал в Антверпенской консерватории, с 1889 г. сменил своего учителя Дюмона как профессор Брюссельской консерватории и занял пульт солиста в оркестре оперного театра Ла Монне. Существует партитура флейтового соло из Испанского каприччио Николая Римского-Корсакова, надписанная композитором флейтисту 13 апреля 1890 г., из чего следует, что Антони участвовал в исполнении этого произведения под управлением автора. В том же году Петер Бенуа при публикации своей более ранней Симфонической поэмы для флейты с оркестром поставил на ней посвящение Дюмону и Антони.
В ранний период жизни занимался композицией, сочинил несколько кантат на стихи Эмануэля Гиеля, ряд пьес для флейты, сохранилась также партитура оркестровой увертюры. Считается, однако, что почти все свои произведения Антони уничтожил.
Кавалер Ордена Леопольда I (1898). На смерть Антони композитор Ян Блокс откликнулся пьесой «Соловей из Хейста» (нидерл. Heystes nachtegaal).